# Мартиниљио (Потенца)
Мартиниљио (итал. Martiniglio) је насеље у Италији у округу Потенца, региону Базиликата.
Према процени из 2011. у насељу је живело 56 становника. Насеље се налази на надморској висини од 767 м.